# Notholaena brachycaulis
Notholaena brachycaulis är en kantbräkenväxtart som beskrevs av John T. Mickel. Notholaena brachycaulis ingår i släktet Notholaena och familjen Pteridaceae. Inga underarter finns listade.